# Gössjön
Gössjön är en sjö i Härjedalens kommun i Härjedalen och ingår i Ljusnans huvudavrinningsområde. Sjön har en area på 0,536 kvadratkilometer och ligger 555,1 meter över havet. Sjön avvattnas av vattendraget Gössjöån.

## Delavrinningsområde
Gössjön ingår i det delavrinningsområde (683516-142343) som SMHI kallar för Utloppet av Gössjön. Medelhöjden är 605 meter över havet och ytan är 25,49 kvadratkilometer. Det finns inga avrinningsområden uppströms utan avrinningsområdet är högsta punkten. Gössjöån som avvattnar avrinningsområdet har biflödesordning 4, vilket innebär att vattnet flödar genom totalt 4 vattendrag innan det når havet efter 315 kilometer. Avrinningsområdet består mestadels av skog (66 procent) och sankmarker (27 procent). Avrinningsområdet har 0,54 kvadratkilometer vattenytor vilket ger det en sjöprocent på 2,1 procent.